# Lamidi Adeiemi III

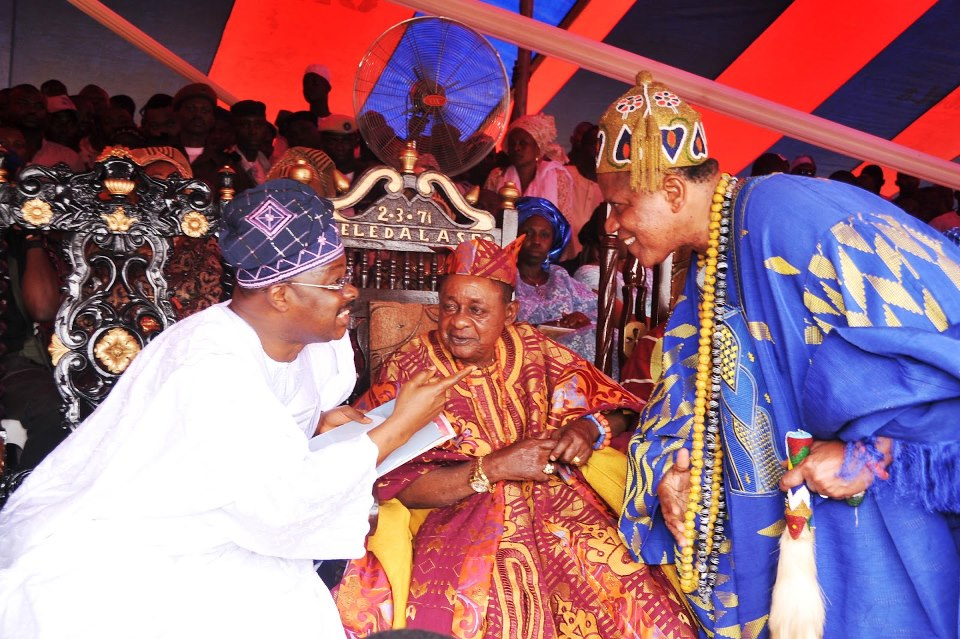

Lamidi Olaiuolá Adeiemi III  (em iorubá: Lamidi Olayiwola Adeyemi III) (15 de outubro de 1938 - 22 de abril de 2022) foi o alafim da cidade iorubá de Oió e legítimo herdeiro do trono do Império de Oió. É filho de Adeiemi II Adenirã, que foi exilado em 1954, no contexto da Guerra Civil Nigeriana, por demonstrar simpatia pelo Conselho Nacional dos Cidadãos Nigerianos (NCNC). Após a guerra civil, Lamidi Adeiemi sucedeu Badegesim Ladibolu II em 1971, abandonando seu emprego de balconista de seguros. Antes de ascender, também atuou como boxeador profissional.
Faleceu aos 83 anos na madrugada do dia 22 de abril de 2022, no Hospital Universitário Afe Babalola, Ado Ekiti. O Obá governou por 52 anos antes de sua morte, tornando-o Alaafin com o reinado mais longo.